# Fritz Witt
Fritz Witt (27 de mayo de 1908, en Hagen, Alemania - 14 de junio de 1944 en combate, en Francia) fue un oficial de las SS con el rango de  Brigadeführer (General de Brigada) de las Waffen SS  alemanas, durante la II Guerra Mundial.

## Comienzos
Fritz Witt nació en el seno de una familia alemana de clase media, en Hohenlimburg cerca de Hagen, Alemania. Después de graduarse del colegio, Witt siguió los pasos de su padre y trabajó como vendedor de textiles hasta 1931. Un entusiasta del nacionalismo alemán, Witt se unió el 1 de diciembre de 1931 a la NSDAP y a las SS, convirtiéndose en uno de los 120 primeros miembros de la Leibstandarte SS Adolf Hitler.
Se une al regimiento Deutschland en 1935 y siendo comandante de compañía en esta unidad se inicia la II Guerra Mundial con el ataque a Polonia en septiembre de 1939. Durante la Campaña de Polonia es condecorado con la Cruz de Hierro de 2.ª Clase, recibiendo seis días después la Cruz de Hierro de I Clase.

## Campaña en los Países Bajos y en Francia
Es promovido al rango de SS Sturmbannführer tomando el mando del I Batallón del Regimiento "Deutschland" en la Leibstandarte Adolf Hitler, bajo su mando las tropas adscritas a la unidad libran fieros combates durante la Campaña en los Países Bajos y en Francia, en especial durante las acciones llevadas a cabo en el Canal de La Basse y en el área de Langres. En reconocimiento a estas acciones, Witt recibe el 4 de septiembre de 1940 la Cruz de Caballero. El 1 de enero de 1943 durante la Campaña en Rusia, Witt recibe las Hojas de Roble para la Cruz de Caballero y asume el rango de SS Standartenfuhrer y comandante del SS Regimiento "Panzergrenadier". En julio de 1943 aparece en una foto junto a un Sd.Kfz-251 en la 3.ª Batalla de Járkov.
Cuando en 1943 se decide la conformación de la 12.ª SS División Panzer "Hitlerjugend", se conforma el núcleo de la misma con oficiales y NCO de la Leibstandarte, Witt asume el mando de la unidad adquiriendo el título de SS Brigadeführer und Generalmajor de las Waffen SS. La Hitlerjugend es asignada en los combates alrededor de Caen durante el desembarco de Normandía, 6 de junio de 1944.

## Muere jugando cartas
El 14 de junio Witt se encuentra al oeste de Caen, Francia, con algunos de sus camaradas jugando cartas cuando los sorprende un ataque de artillería británico, matándolo al instante con otro de sus oficiales. El fuego provenía del barco HMS Rodney.
Cuando Sepp Dietrich recibe la noticia dice:

Uno de los mejores se ha ido. Witt era tan buen soldado que no podía sobrevivir mucho tiempo.